# Holovne
Holovne (în ucraineană Головне́) este o așezare de tip urban din raionul Liuboml, regiunea Volînia, Ucraina. În afara localității principale, mai cuprinde și satele Iasne, Masloveț și Skrîpîțea.

## Demografie
Componența lingvistică a așezării de tip urban Holovne
     Ucraineană (99,25%)
     Alte limbi (0,68%)
Conform recensământului din 2001, majoritatea populației așezării de tip urban Holovne era vorbitoare de ucraineană (99,25%), existând în minoritate și vorbitori de alte limbi.